# Glycaspis inclusa
Glycaspis inclusa är en insektsart som beskrevs av Moore 1961. Glycaspis inclusa ingår i släktet Glycaspis och familjen rundbladloppor. Inga underarter finns listade i Catalogue of Life.